# Albany (Indiana)
Albany é uma cidade  localizada no estado americano de Indiana, no Condado de Delaware e Condado de Randolph.

## Demografia
Segundo o censo americano de 2000, a sua população era de 2368 habitantes.
Em 2006, foi estimada uma população de 2309, um decréscimo de 59 (-2.5%).

## Geografia
De acordo com o United States Census Bureau tem uma área de
4,3 km², dos quais 4,3 km² cobertos por terra e 0,0 km² cobertos por água.

## Localidades na vizinhança
O diagrama seguinte representa as localidades num raio de 16 km ao redor de Albany.